# Rembrandtweg (Weimar)

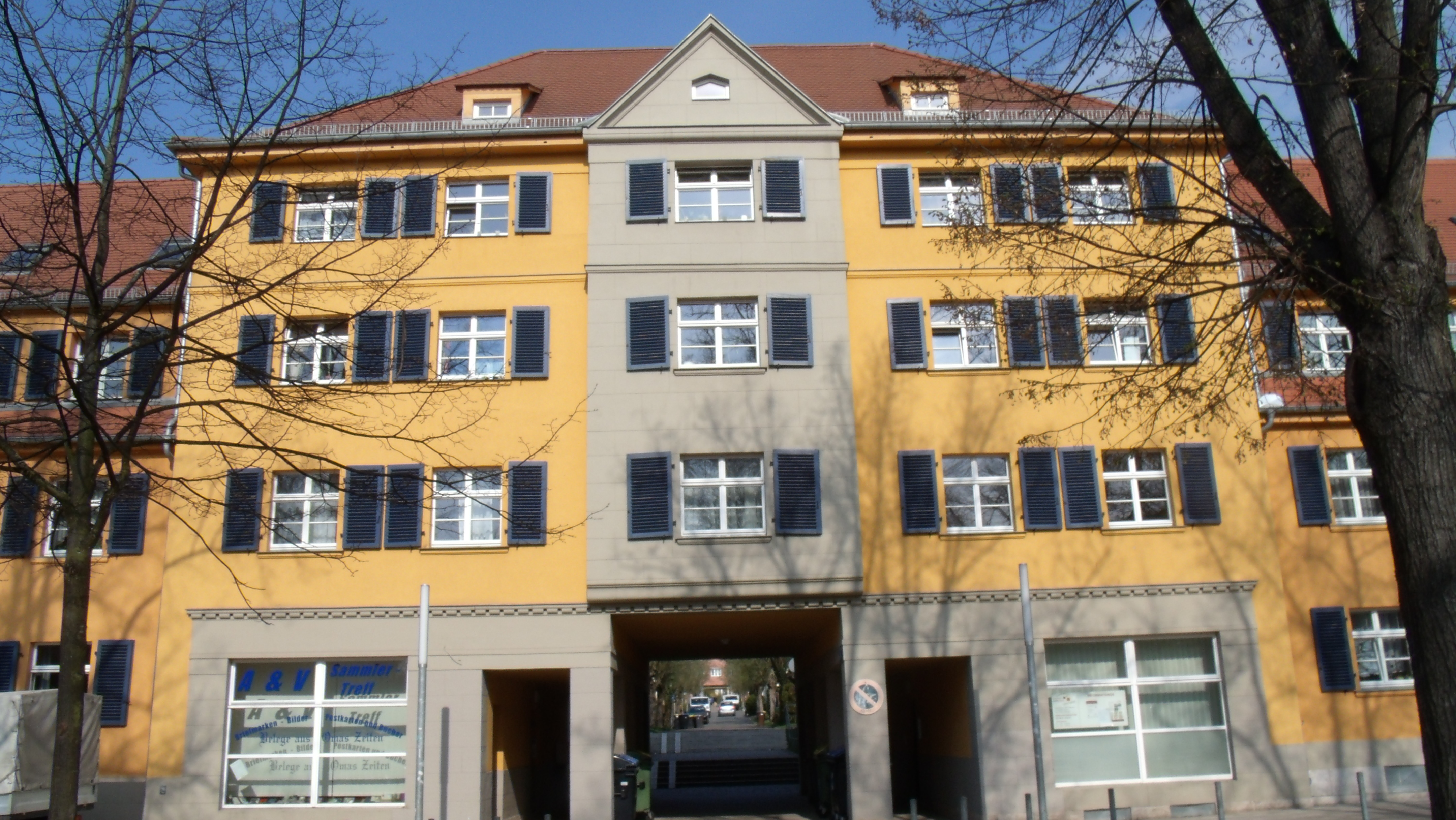
Rembrandtweg 18 mit Blick von der Döllstädtstrasse, entworfen von Paul Bräunlich

Die Wohnsiedlung Rembrandtweg 1–25 entstand zwischen 1928 und 1930, die sich an der Röhrstraße kreissegmentförmig nördlich des Zeppelinplatzes bis zur Döllstädtstraße in der Nordvorstadt von Weimar anschließt, nach den Entwürfen des Architekten Paul Bräunlich. Es sind Reihenhäuser. Der Namensgeber des Straßenzugs war der bekannte niederländische Maler Rembrandt Harmenszoon van Rijn.  Die Reihenhäuser weisen Elemente des Art déco auf, so z. B. expressionistische Formen wie spitzwinklig gebrochene Verdachungen, Klinkerbänder- und flächen.
Der Rembrandtweg steht auf der Liste der Kulturdenkmale am Zeppelinplatz in Weimar und der Liste der Kulturdenkmale in Weimar (Sachgesamtheiten und Ensembles).